# Супермото
Супермото (англ. Supermoto) один из самых молодых видов мотоспорта, появившийся в Европе в 1985 году. Изначально так назывался специальный тип мотоциклов для гонок на небольших кольцевых трассах, сейчас обозначает также соревнования на таких мотоциклах.
Трасса для гонок супермото имеет как заасфальтированные участки, подобно трассам для шоссейно-кольцевых гонок, так и участки с грунтовым покрытием подобно трассам для мотокросса.
Мотоциклы для супермото создаются на базе мотокроссовых мотоциклов, но с дорожными покрышками. Однако в последнее время наметилась тенденция делать мотоциклы супермото также и на базе мощных супербайков.